# Tomasz Maria Fusco
Tomasz Maria Fusco (ur. 1 grudnia 1831 w Pagani, zm. 24 lutego 1891 tamże) – włoski kapłan, założyciel Zgromadzenia Sióstr Miłosierdzia od Przenajświętszej Krwi, błogosławiony Kościoła katolickiego.

## Życiorys

### Młodość
Urodził się w Pagani, w prowincji Salerno, na południu Włoch. Kiedy miał sześć lat, umarła jego matka. Ojciec ze względu na pracę oddał syna pod opiekę wuja, księdza. Tomasz starał się o przyjęcie do zakonu jezuitów. Po kilkakrotnym odrzuceniu jego prośby wstąpił do niższego seminarium w Nocera Inferiore.
22 grudnia 1855 przyjął święcenia kapłańskie.

### Praca Apostolska
Angażował się w wychowanie młodzieży, dla której organizował spotkania w swoim domu. Starał się o upowszechnianie nabożeństwa do Najdroższej Krwi Jezusa. W 1862 założył stowarzyszenie kapłanów misjonarzy, nazwane Towarzystwem Katolickiego Apostolatu Najdroższej Krwi. W tym czasie prowadził również misje ludowe.
6 stycznia 1873 założył w Pagani Zgromadzenia Sióstr Miłosierdzia od Przenajświętszej Krwi, któremu powierzył misję wychowania młodzieży, opiekę nad chorymi i starcami. Zgromadzenie zostało oficjalnie zatwierdzone w 1921.

### Śmierć i kult
Przez ostatnie dziesięć lat swego życia doświadczał pomówień ze strony niektórych duchownych wspieranych przez środowisko antyklerykalne i masońskie. Zmarł w Pagani 24 lutego 1891. Został beatyfikowany 7 października 2001 przez papieża Jana Pawła II.